# تفجير كلية الشرطة بصنعاء (2012)
تفجير كلية الشرطةهو تفجير انتحاري وقع في 27 يوليو 2012 في كلية الشرطة في صنعاء، اليمن  أثناء خروج الطلاب منها. وبحسب شهود العيان للسي ان ان، وإثناء تجمع الناس والقيام بعملية الإسعاف، كان الانتحاري يردد، أنا مظلوم، ضحكوا علي، مؤكدا أن من قام بالعملية كان من بين الذين تم إسعافهم.
وجاء الهجوم وسط تدابير أمنية مشددة حول بعض المرافق الحيوية والبعثات الدبلوماسية في صنعاء، وذلك بالتزامن مع الإعلان عن اعتقال اثنين من عناصر «القاعدة» المطلوبين أمنياً، وهما ضمن خمسة من مليشيات التنظيم كانت قد تمكنت من الفرار من السجن بمحافظة «الحديدة»، غرب اليمن، أواخر الشهر الماضي.